# Lee Sung-kyung
Lee Sung-kyung (nascida em 10 de agosto de 1990) é uma modelo e atriz sul-coreana. Ela atuou nos dramas de televisão Cheese in the Trap (2016) e Doctor Crush (2016) antes de fazer o seu primeiro papel como protagonista em Weightlifiting Fairy Kim Bok-joo (2016).

## Início da vida e educação
Lee nasceu em 10 de agosto de 1990, em Goyang cidade, Gyeonggi, Coréia do Sul.[carece de fontes?]
Em 22 de fevereiro de 2016, Lee se formou na Dongduk Women's University.

## Carreira
Lee começou sua carreira de entretenimento como uma modelo, onde ela concorreu no Super Model Contest local em 2008, ficando na 11ª colocação e ganhou o prêmio Lex, e também concorreu no International Asia Pacific Super Model Contest em 2009, ficando em 5º lugar e ganhou o prêmio Unix Hair New Style.
Em 2014, Lee fez sua estréia de atriz com um papel de coadjuvante no drama It's Okay, That's Love, sendo a primeira modelo-atriz promovida sob a YG Entertainment e K-Plus ao mesmo tempo. Isto foi seguido por um drama semanal, Queen's Flower em 2015. Ela ganhou o prêmio "Melhor Nova Atriz" no MBC Drama Awards pelo seu papel.
No começo de 2016, Lee participou do drama Cheese in the Trap na tvN. Em 28 de abril de 2016, Lee lançou um single de colaboração com Eddy Kim, que é um cover de "My Lips Like Warm Coffee" da cantora Sharp. Lee, em seguida, estrelou no drama de horário nobre da SBS, 'Doctor Crush'. No mesmo ano, ela teve seu primeiro papel como protagonista no drama Weightlifiting Fairy Kim Bok-joo, inspirado na verdadeira história de vida do campeão de levantamento de peso olímpico Jang Mi-ran.
Em 2017, Lee atuou no filme Love Sling, dirigido por Kim Dae-woong.
Em 2018, Lee foi escolhida para estrelar no melodrama de fantasia About Time, junto de Lee Sang-yoon. Ela irá retratar uma atriz musical que tem a capacidade de ver o tempo de vida de cada pessoa.

## Vida pessoal
Em abril de 2017, a agência de Lee confirmou que ela e o ator Nam Joo Hyuk estavam namorando. Em agosto de 2017, a agência de Lee confirmou que eles terminaram o relacionamento devido a agenda lotada.

## Filmografia

### Filme
| Ano  | Título     | Papel       | Notas            |
| ---- | ---------- | ----------- | ---------------- |
| 2017 | Trolls     | Poppy (voz) | Dublagem coreana |
| 2018 | Love Sling |             |                  |

### Série de televisão
| Ano  | Título                           | Papel         | Rede                  | Notas |
| ---- | -------------------------------- | ------------- | --------------------- | ----- |
| 2014 | It's Okay, That's Love           | Oh So-nyeo    | SBS                   |       |
| 2015 | Queen's Flower                   | Kang Yi-sol   | MBC                   |       |
| 2016 | Cheese in the Trap               | Baek In-ha    | tvN                   |       |
| 2016 | Doctor Crush                     | Jin Seo-woo   | SBS                   |       |
| 2016 | Weightlifiting Fairy Kim Bok-joo | Kim Bok-joo   | MBC                   |       |
| 2017 | While You Were Sleeping          | SBS           | Participação Especial |       |
| 2018 | About Time                       | Choi Michaela | tvN                   |       |
| 2020 | Dr. Romantic 2                   | Cha Eun-Jae   | SBS                   |       |

### Aparições em clipes musicais
| Ano  | Título da música           | Artista                     |
| ---- | -------------------------- | --------------------------- |
| 2011 | "Stay Cool"                | Simon D feat. Zion.T        |
| 2012 | "Because It's You"         | Lee Hyun                    |
| 2013 | "I Love You"               | The Papers X Lee Sung-Kyung |
| 2013 | "Wild e Young"             | Kang Seung-yoon             |
| 2015 | "Two One Two"              | Urban Zakapa                |
| 2016 | "My Lips like Warm Coffee" | Eddy Kim X Lee Sung-kyung   |
| 2016 | "Re-Bye"                   | AKMU                        |
| 2017 | "When We Were Two"         | Urban Zakapa                |